# Anachloris
Anachloris là một chi bướm đêm thuộc họ Geometridae.

## Các loài tiêu biểu
- Anachloris subochraria (Doubleday, 1843)
- Anachloris uncinata (Guenée, 1857)